# Konstantin Veličkov (metropolitana di Sofia)
Konstantin Veličkov è una stazione delle linee M1 e M4 della metropolitana di Sofia.
La stazione fu inaugurata nel 1998 in sotterranea, in prossimità di Todor Aleksandrov e tra Blvd Konstantin Veličkov e Blvd Dimitar Petkov.